# Qaḑā' al Murayghah
Qaḑā' al Murayghah (arabiska: قضاء المريغة) är en kommun i Jordanien.   Den ligger i guvernementet Ma'an, i den södra delen av landet, 220 km söder om huvudstaden Amman.